# Halmstad RG
Halmstad Rytmiska Gymnastikförening är en gymnastikförening i Halmstad. Den bildades 1 april 2002, efter att SK Laxen lagt ner sin gymnastiksektion. På 70-talet introducerades rytmisk gymnastik i föreningen (då gymnastik modern) av Eva Wirdheim. Föreningen började nå stora framgångar när Ludmila Ahlin inledde sin ledarkarriär. 

Viktoria Albrektson (då Bengtsson) vann fem raka SM-guld (1983-87) och deltog 1984 på OS i Los Angeles. I samband med millennieskiftet röstades Viktoria Albrektson fram som en av de fem bästa halländska idrottsprestationerna genom tiderna, av Hallandspostens läsare. Cecilia Losvik (då Persson) var nästa gymnast från föreningen att erövra ett SM-guld (1989). Det dröjde sedan fram till 2000 tills nästa guldmedaljör skulle visa sig. Det året och året efter segrade Rebecca Andersson i mångkamperna. 2000 var även det året då föreningen hade alla svenska mästarinnorna (ungdom, junior och senior). Alla tre gymnasterna har representerat Sverige på NM, EM och VM. Rebecca Andersson har även deltagit på Ungdoms-OS och tagit medaljer på NM. 
2010 samlade Halmstad RG på sig 10 SM-medaljer på ungdoms- och juniornivå. [källa behövs]
2008 erövrade Halmstad RG samtliga guld på ungdoms-SM (individuellt, lag och trupp). 